# Насосний агрегат
Насосний агрегат (рос. насосный агрегат, англ. pumping unit, нім. Pumpenaggregat n, Pumpensatz m) — сукупність насоса чи кількох насосів з приводним двигуном.

## Різновиди
- Насосний аґреґат заглибний (занурений), (рос. насосный агрегат погружной; англ. submersible pump unit, нім. Tauchpumpenaggregat n) — агрегат, що включає відцентровий насос та електродвигун з гідрозахистом і занурюється під рівень рідини у свердловині.

- Турбонасосний агрегат (рос. турбонасосный агрегат; англ. turbo-pumping unit; нім. Turbopumpenaggregat) — насосний аґреґат, в якому приводним двигуном є гідравлічна чи газова турбіна.

## Параметри
Коефіцієнт корисної дії (к.к.д.) насосного аґреґату — відношення корисної потужності насоса Pі до потужності Pgr, споживаної приводною машиною, ηgr = Pi /Pgr.